# This or the Apocalypse
This or the Apocalypse ist eine US-amerikanische Metalcore-Band, die im Jahre 2006 in Lancaster, Pennsylvania gegründet wurde.

## Geschichte
Die Band wurde im Jahre 2006 von Rick Armellino (Gesang), Rodney Field (E-Gitarre), Jack Esbenshade (E-Gitarre), Sean Hennessey (E-Bass) und Grant MacFarland (Schlagzeug) gegründet. Zusammen nahmen sie im selben Jahr ihr erstes Demo namens Drunken Billionaire Burns Down Home in Eigenproduktion auf. Zusammen absolvierten sie einige Auftritte und hielten einige kleine, selbst finanzierte Touren. Auch nahmen sie im selben Jahr ihr erstes, selbst produziertes Album namens Sentinels auf und veröffentlichten dieses ohne die Unterstützung eines Labels. Durch die Veröffentlichung des Albums wurde das deutsche Label Lifeforce Records auf die Band aufmerksam und nahm diese unter Vertrag.
Das erste Album unter dem Label wurde in den USA im September 2007 unter dem Namen Monuments veröffentlicht, einen Monat später dann weltweit. Nach der Veröffentlichung ging die Band auf eine zehnmonatige Tour durch Nordamerika und entwickelte währenddessen neue Stücke für ein weiteres Album. Im Jahre 2009 trat die Band auf dem New England Metal and Hardcore Festival auf, bei dem auch Bands wie Lamb of God, As I Lay Dying oder Emmure vertreten waren. Chris Adler, Schlagzeuger von Lamb of God, wurde auf die Band aufmerksam. Zusammen mit Josh Wilbur, der schon Alben für Avenged Sevenfold und Atreyu produziert hatte, nahmen sie das neue Album auf. Das Album Haunt What's Left wurde im Juli 2010 über Lifeforce Records veröffentlicht.
2018 benannte sich die Band in „Hawk“ um. In einem Interview deutete Sänger Armellino an, dass Druck seitens der Musikindustrie für den Namenswechsel ursächlich war.

## Stil
Charakteristisch für die Band ist ihre komplexe Spielweise sowie das hohe technische Spielniveau. Auch ist die Aggressivität der Stücke stilprägend. Der Stil der Band wird mit anderen Bands wie Shai Hulud oder Drowningman verglichen.

## Diskografie
- 2006: Drunken Billionaire Burns Down Home (Demo, Eigenveröffentlichung)
- 2006: Sentinels (Album, Eigenveröffentlichung)
- 2007: Monuments (Album, Lifeforce Records)
- 2009: Pentagon 3 (Split-Album mit The Acacia Strain, Aggressive Dogs, War from a Harlots Mouth und Fact)
- 2010: Haunt What's Left (Album, Lifeforce Records)
- 2012: Dead Years (Album, Lifeforce Records)